# ابوخضراوی
ابوخضراوی، روستایی از توابع بخش اروندکنار شهرستان آبادان در استان خوزستان ایران است.

## جمعیت
این روستا در دهستان مینوبار قرار دارد و براساس سرشماری عمومی نفوس و مسکن (۱۳۹۵) ، جمعیت آن ۶۷۴ نفر (۱۸۶ خانوار) بوده‌است.